# Eulepidotis ilyrias
Eulepidotis ilyrias là một loài bướm đêm trong họ Erebidae.